# 정태석
정태석(鄭泰錫, 1955년 10월 10일 ~ , 전라남도 함평군)은 교보증권 대표이사와 광주은행 은행장을 지낸 대한민국의 금융인, 기업인이다.

## 학력
- 광주제일고등학교
- 서울대학교 국제경제학과

## 경력
- 동원증권 상무이사
- 한남투자신탁증권 대표이사 부사장
- 거평그룹 기획조정실 사장
- 한국화재보험협회 위험진단부담당 상무이사
- 교보증권 부사장
- 교보증권 대표이사 사장
- 광주은행 은행장
- 법무법인 대륙아주 고문